# Tittfer

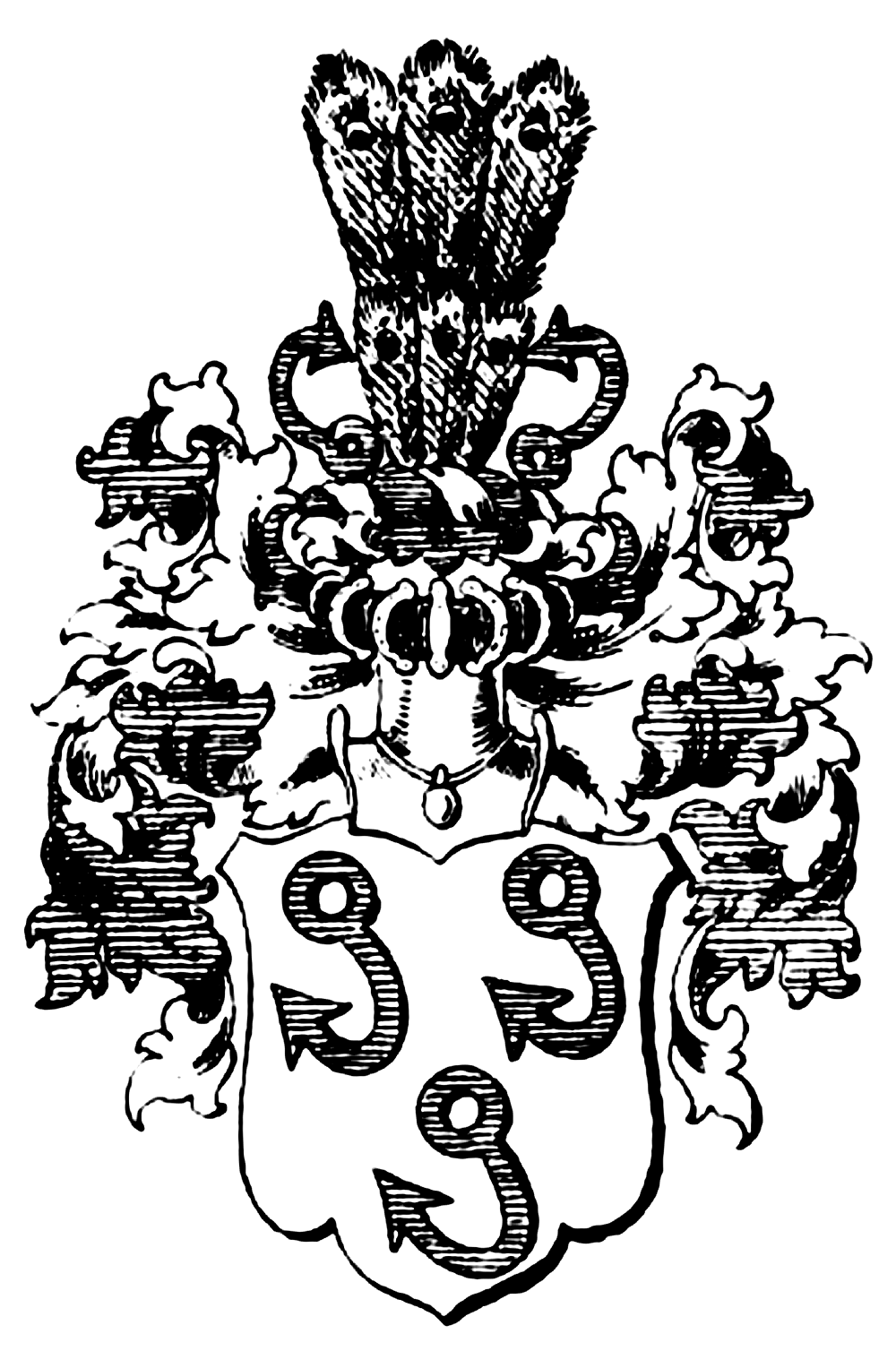
Wappen derer von Tittfer

Tittfer ist der Name eines erloschenen baltischen Uradelsgeschlechts.

## Geschichte
Die Tittfer waren Vasallen des Bischofs von Oesel und erscheinen zuerst mit Johann Tittfer, der im Jahre 1368 als Zeuge in Leal auftrat. Claus Tittfer urkundet am 21. März 1417 als Beisitzer des Komturs von Reval.
Mit Kersten von Tittfer, Erbherr auf Wenden ux. Anna von Fahrensbach a.d.H. Udenküll, und der gemeinsamen Erbtochter Gertrud von Tittfer welche um 1590 an Wilhelm von Uexküll († 1632), Erbherr auf Kosch und Kurrefer, vermählt wurde, hat das Geschlecht wohl zu Beginn des 17. Jahrhunderts seinen Ausgang gefunden.

## Besitz
- Arromois, Arrul und Odders im Kirchspiel Karris, Laddiel, Pamma und Wenden

## Wappen
Das Stammwappen zeigt in Silber drei (2:1) blaue Angelhaken. Auf dem Helm mit blau-silbernen Decken zwei blaue Angelhaken einen natürlichen Pfauschweif beseitend.